# 王翷
王翷（？—945年），五代十国南汉时宰相。
南汉高祖大有末年，王翷官至右仆射兼西院御史。当时越王刘弘昌贤德，大有十五年（942年），高祖劉龑病危，想改立刘弘昌为太子，与王翷商议。王翷说应该让秦王劉弘度出镇邕州（治今广西壮族自治区南宁市南），晋王刘弘熙出镇容州（治今广西壮族自治区容县），再立越王为太子。之后崇文使萧益劝阻不可废长立幼，计划停止。劉龑死后，劉弘度即位，即殇帝劉玢。光天二年（943年），刘弘熙杀害劉玢，自立为帝，即中宗刘晟。王翷时任左仆射，乾和三年（945年），刘晟追查王翷废长立幼之罪，将他罢相，改任英州（治今广东省英德市）刺史。王翷在途中被赐死。